# Filosofia da medicina
A filosofia da medicina é um ramo da filosofia que explora questões de teoria, pesquisa e prática no campo das ciências da saúde. Mais especificamente em temas de epistemologia, metafísica e ética médica que se sobrepõe à bioética. Filosofia e medicina, ambas tendo se iniciado com os antigos gregos, têm uma longa história de ideias sobrepostas. Somente a partir do século XIX que surge a profissionalização da filosofia da medicina.
No final do século XX, surgiram debates entre filósofos e médicos sobre se a filosofia da medicina deveria ser considerada um campo próprio da filosofia ou da medicina. Desde então, chegou-se a um consenso de que é de fato uma disciplina distinta com seu conjunto de problemas e questões separadas. Nos últimos anos tem havido uma variedade de cursos universitários, periódicos, livros, livros didáticos e conferências dedicadas à filosofia da medicina. Há também uma nova direção, ou escola, na filosofia da medicina denominada filosofia analítica da medicina (Kazem Sadegh-Zadeh).

## Nomenclatura e campo
A teoria médica ou teoria da medicina geralmente descreve a tentativa de refletir a medicina em um nível filosófico-teórico. Termos menos usados para isso também são filosofia da medicina ou iatrologia.  Trata dos fundamentos e questões ontológicas, epistemológicas , metodológicas, conceituais e linguísticas da medicina na pesquisa e na prática. Em um sentido mais amplo, a teoria médica também inclui as áreas da filosofia prática com a ética médica, tópicos teóricos da ação e partes da bioética. 
Embora as questões básicas da medicina sempre tenham sido abordadas na filosofia - e vice-versa - só a partir da segunda metade do século XX houve um maior interesse pela reflexão sistemática. Desde o início do século 21, a teoria médica estabeleceu-se como um subcampo da filosofia da ciência que surgiu no final do século 19 e se estabeleceu como uma disciplina filosófica independente no início do século 20 com temas e perguntas independentes. Uma definição e delimitação geralmente reconhecida da teoria médica ainda não foi estabelecida. Existem diferentes visões sobre os temas e conteúdos, os métodos e a importância da teoria médica dentro da filosofia e da medicina. Grande parte da medicina encontra-se em déficit epistemológico de reflexão. As atuais discussões e publicações teórico-médicas limitam-se quase exclusivamente à chamada medicina ocidental e sua tradição, pluralidade e desenvolvimento posterior.  

## Medicina e filosofia
"A filosofia é irmã da medicina" (em latim, medicina soror philosophiae) - Tertuliano. 
A teoria médica aborda a posição especial da medicina em vários aspectos. Assim, a prática médica pode ser descrita como uma arte de cura idiossincrática (individual) ou como uma ciência nomológica (legal). Embora leis e regras gerais possam ser formadas, a aplicação prática sempre se refere a um caso individual específico. Além disso, a medicina humana é uma das ciências antropológicas em que o homem é sujeito e objeto. ao mesmo tempo, de contemplação.  Assim, além do paradigma científico, também são discutidos modos de conhecer e métodos subjetivistas na teoria médica. Como muitos fenômenos existenciais da vida como nascimento, doença, sofrimento e morte fazem parte da medicina humana, questões de valor, significado e ética sempre foram o conteúdo de toda reflexão filosófica sobre a medicina. Em consonância com a lei positivista de três etapas , no entanto, muitas questões ideológicas foram suprimidas a partir do século XIX.  Outras áreas temáticas que são o tema da medicina e da filosofia incluem a consciência, a relação entre corpo e psique, percepção e idioma. 
Ao lidar com pessoas doentes e sofredoras, todo medicamento requer um grau particularmente alto de justificação e legitimidade de sua ação terapêutica. Por um lado, isso é alcançado através da aceitação social e política. Um retorno cuidadoso aos seus fundamentos epistemológicos por meio da teoria médica deve aumentar ainda mais essa aceitação. No entanto, o foco no aspecto terapêutico da ação na medicina também significa que seus fundamentos teóricos não precisam estar isentos de defeitos para ainda praticar uma boa arte de curar. 
Representantes de uma concepção cultural-relativista da medicina enfatizam que a atitude básica de uma sociedade e cultura em relação à doença, fragilidade e morte e a forma como lidam com elas também influencia as manifestações, bem como as formas de conhecer e agir em sua medicina. Os conceitos de morte e doença determinam como as pessoas lidam com a doença e a morte e a intensidade com que a sociedade luta pela saúde e sobrevivência dos indivíduos, e o preço econômico que a sociedade está disposta a pagar por isso. Enquanto, por exemplo, na antiguidade grega e na Idade Média cristã, a morte individual estava relacionada à comunidade, salvação espiritual e vida eterna. Nos tempos seculares modernos, houve uma perda generalizada da tanatologia (a ciência da morte e do morrer), uma individualização do morrer e dos rituais de morte, e a noção de morte tornou-se um tabu. 
Grandes áreas temáticas que se sobrepõem entre filosofia e medicina também podem ser discutidas sob o problema mente-corpo ou o conceito de natureza. Por exemplo, representantes de uma abordagem dualista de substância (matéria e mente existem independentemente) não concordam em prolongar a vida a qualquer preço, ou tentam curar uma doença física com formas puramente mentais-emocionais de terapia. Nos séculos 19 e 20, o monismo materialista prevaleceu no mundo ocidental, tanto na filosofia quanto na medicina. No entanto, isso acarreta vários problemas não resolvidos, como a questão da naturalização de atos intencionais e estados fenomenais.

### Filosofia da Medicina
Exatamente qual o papel que a filosofia da medicina deve desempenhar na academia faz parte das discussões na teoria médica. A definição mais comum, estabelecida já na década de 1980, é que a filosofia deve fornecer métodos para articular, esclarecer e questionar criticamente questões filosóficas na medicina (ED Pellegrino, D. Thomasma, 1980). Na década de 1990, Arthur Caplan negou a existência independente de tal assunto porque ainda não estava ligado a outras áreas temáticas e também faltava um núcleo temático fixo de trabalhos e tarefas padrão. Uma questão controversa é se a filosofia da medicina deve ser estreita ou ter um amplo escopo. Edmund D. Pellegrino fala sobre o perigo de que o  assunto possa perder sua identidade com uma definição ampla e defende uma teoria médica que funcione como uma ciência auxiliar à medicina estabelecida e seus métodos. Por outro lado, Kenneth Schaffner pede a inclusão de todos os tópicos filosóficos que tenham uma conexão com a medicina, onde os tópicos de ciências naturais e ciências humanas devem ser tratados. 

### Filosofia médica
Ocasionalmente, uma filosofia médica (ou "filosofia clínica" em Karl Hermann Spitzy) é proposta como prática médica. A base para isso é essencialmente a dietética, um ensinamento sobre um estilo de vida que contribui para a manutenção da saúde e da cura. Na Grécia antiga, uma dieta incluía regras para um estilo de vida fisicamente e mentalmente saudável. Além da nutrição e do exercício (esportivo), um estilo de vida moral também foi prescrito. Arthur Schopenhauer retomou esses elementos dietéticos. Para ele, a moderação detodas as paixões deveriam – além dos exercícios físicos – reduzir o sofrimento e a dor da vida. Friedrich Nietzsche, por outro lado, coloca a "grande saúde" no centro de sua filosofia médica. Qualquer pessoa que possa aceitar a doença como uma parte natural da vida e reconhecer o significado nela experimentará maior vitalidade, poderes de cura e alegria de viver. Por outro lado, Nietzsche não vê nenhuma razão e nenhuma possibilidade de definir a doença com mais precisão e combatê-la, e lutar pela saúde. Todas as abordagens de uma "filosofia médica" têm em comum a exigência de autoconhecimento e autorresponsabilidade. 

## Epistemologia
A epistemologia é um ramo da filosofia da medicina que se preocupa com o conhecimento. As perguntas mais comuns são "O que é saber ou conhecimento?", "Como sabemos o que sabemos?", "O que sabemos quando afirmamos que sabemos". Os filósofos diferenciam as teorias do conhecimento em três grupos: saberes do conhecimento, saberes de competência e saberes proposicionais. O saber do conhecimento é estar familiarizado com um objeto ou evento. Para melhor explicar isso, um cirurgião precisaria conhecer a anatomia humana antes de operar o corpo. O saber de competênci está relacionado ao uso do conhecimento conhecido para executar uma tarefa com habilidade. O cirurgião deve saber realizar o procedimento cirúrgico antes de executá-lo. O saber proposicional é o explicativo, pertence a certas verdades ou fatos. Se o cirurgião estiver realizando no coração, ele deve conhecer a função fisiológica do coração antes da cirurgia ser realizada.
Há uma variedade de abordagens, métodos e tecnologias na pesquisa médica para a criação e apresentação do conhecimento médico. A questão epistemológica mais importante no debate teórico-médico gira em torno da validade, justificação e certeza do conhecimento diagnóstico e terapêutico. Já na antiguidade grega surgiram dois métodos básicos de obtenção e verificação do conhecimento, o racionalismo e o empirismo . As posições racionalistas se concentram na razão. O conhecimento pode ser adquirido e testado apenas pela lógica e pela razão, mas o sentido e experiência podem fornecer. Os empiristas, por outro lado, afirmam que todas as regras e conhecimentos lógicos só são possíveis e formados por meio de experiências sensoriais. Uma terceira perspectiva, menos significativa, foi a chamada Escola Metódica de Medicina que rejeitou a busca de causas e sua compreensão teórica como supérfluas. Somente o bom senso e a observação atenta dos sintomas da doença levariam à cura. 

### O estatuto epistemológico da medicina
A falta de uma definição geral e vinculativa de um termo científico é particularmente perceptível na avaliação das diversas teorias e práticas médicas. Mesmo nos tempos antigos havia uma disputa sobre se a medicina é uma ciência ou uma arte. No decorrer do século 19, conhecimentos e métodos das ciências naturais cada vez mais encontraram seu caminho na prática médica. 
A fim de distinguir a orientação científica e positivista inicial da medicina de outros conceitos médicos, Joseph Dietl escreveu: "Assim como nossos ancestrais se preocupavam mais com o sucesso de suas curas, nós nos preocupamos mais com o sucesso de nossa pesquisa."
A partir da década de 1840, a medicina passou a ser cada vez mais referida como uma ciência. 
No início do século XX, ficou famosa uma frase muito citada do patologista Bernhard Naunyn, que afirmou na disputa sobre o status da medicina “A medicina será uma ciência ou não será. Mas temos mais dificuldade do que os outros, porque, em última análise, dependemos das pessoas para nossas considerações. E é aí que a humanidade e a piedade nos impõem limites estreitos." 
Ao fazê-lo, distinguiu a medicina das artes da cura. No entanto, para Naunyn, a primazia da cura sobre o conhecimento e da humanidade sobre a prática científica continua a se aplicar.  
Apesar de sua proximidade com as ciências naturais , a medicina moderna geralmente não é considerada uma ciência natural. Assim, toda justificativa racional de uma ação terapêutica, ou seja, a aplicação de uma regra a um caso individual, está sujeita a julgamento. Mas essa é uma diferença essencial para a ciência natural, que ganha regras gerais e as torna dependentes. Por outro lado, a medicina é muitas vezes referida como ciência aplicada, que aplica conhecimentos e métodos científicos à pessoa doente. O conhecimento científico geral é então traduzido em uma decisão concreta e uma ação real. 
Mas essa visão também é contrariada. A medicina usa inúmeras fontes de conhecimento além das ciências naturais e também cria novos conhecimentos.  A medicina é frequentemente classificada como uma ciência da ação na teoria médica, que se entende principalmente a partir de seu propósito, a cura de pessoas doentes.  
A área temática das ciências humanas (em um sentido mais amplo, incluindo as humanidades, os estudos culturais e as ciências sociais) também inclui tópicos e questões que não podem ser compreendidos sem levar em conta as ideias, objetivos e juízos de valor humanos. Se a medicina inclui as pessoas envolvidas em seus métodos, então a medicina é uma ciência humana. Para Richard Koch, por outro lado, a medicina não é uma ciência enquanto se trata de uso técnico e prático. As ciências naturais e as humanidades, por outro lado, tratam apenas do conhecimento.  Também para Karl Eduard Rothschuh , a medicina não tem objetivos de conhecimento, mas apenas objetivos de ação. Fritz Hartmann define a medicina como a parte científica da medicina holística. Ele deixa assim espaço para uma área da medicina prática que não precisa enfrentar nenhuma discussão científica. Como William Osler colocou de forma semelhante: "A medicina é uma arte baseada na ciência." 

### Racionalismo e empirismo
Na prática biomédica de hoje, a formação da teoria racionalista, bem como a observação ou experimento empírico, é uma parte importante da pesquisa e da prática. A desvantagem do método racional provou ser que os fatos concretos na medicina são muito complexos. Como resultado, as teorias não podem incluir todos os elementos relevantes e, portanto, só podem ser avaliadas e verificadas com dificuldade ou de forma rasa. Como resultado, os métodos empíricos tornaram-se mais importantes nas últimas décadas. Na medicina clínica hoje, o chamado padrão-ouro é um estudo duplo-cego randomizado controlado por placebo. Idealmente, esses estudos empíricos, por sua vez, fornecem abordagens para teorias, embora os racionalistas enfatizem que uma eficácia empiricamente comprovada de um medicamento ainda não significa conhecimento sobre ele. Todo resultado empírico deve, portanto, ser interpretado em um contexto teórico para estar disponível como conhecimento geral para terapias. 
Uma medicina orientada para a ciência adota o conceito de racionalidade dos paradigmas das ciências naturais. Isso da medicina a oportunidade de também participar da tecnologia manipuladora e dominadora da natureza. O organismo humano, a psique humana e a doença são declarados objetos da ciência, um objeto científico. Uma informação científica é disponibilizada ao registrador para os objetos de conhecimento em parametros mensuráveiscom restrição de fatos diretamente observáveisou Subsequentemente, todas as experiências realizadas, realizadas e realizadas objetos. 
A área temática, os métodos atuais e as teorias da medicina são cada vez mais determinadas pelas tecnologias utilizadas. Enquanto no decorrer do século 19 a medicina estudava orgãos, depois em células, no século 20 o foco mudou para moléculas e genes. O campo da genética médica requer novos métodos e não hipóteses. Com biotecnologias, a própria pesquisa, cria novas áreas temáticas em novas tecnologias, pesquisa e pesquisa, assim como biomédicas em novas tecnologias e pesquisa baseada em novas áreas de dados em tecnologias, baseadas em pesquisas, assim, como biomédicas em novas tecnologias. 

### Lógica e justificação
O experimento é o método dominante de pesquisa biomédica hoje. Essa prática empírica está inserida em uma variedade de procedimentos racionais. Os resultados dos experimentos devem ser interpretados, novas hipóteses são formadas e verificadas e, finalmente, novos experimentos são projetados novamente. Assim como a pesquisa e a prática médica requerem experimento e teoria, métodos indutivos e dedutivos de conhecimento também são necessários. 
Na pesquisa médica, os resultados de um experimento raramente podem ser descritos diretamente em hipóteses científicas. Portanto, são utilizados métodos estatísticos, que derivam uma probabilidade dos dados. Há um amplo debate na teoria médica sobre a importância dos procedimentos utilizados. Se alguém usa um conceito iterativo de probabilidade como base, então testa a chamada hipótese nula (e sua hipótese alternativa associada) com base nos dados especialmente determinados. Se, por outro lado, colocarmos um conceito bayesiano de probabilidade, então várias hipóteses são testadas com base nos dados existentes. Assim, a abordagem Bayesiana é uma avaliação da certeza de um evento (uma hipótese) e não sua frequência. Ambos os métodos têm vantagens e desvantagens. No entanto, ambos os métodos referem-se a grupos de dados e não a casos individuais, razão pela qual todos os resultados na prática devem ser primeiro interpretados. 
Em 1954, Paul E. Meehl publicou uma análise da qualidade das decisões terapêuticas como uma comparação entre a tomada de decisão puramente estatística e a intuitiva individual. Seu resultado é amplamente apresentado como a superioridade de um modelo matemático-estatístico sobre o julgamento de especialistas.  Por um lado, isso leva à questão de quais métodos estatísticos são mais adequados para a tomada de decisões na prática clínica diária. Muitos modelos diferentes estão disponíveis hoje para isso com métodos lineares simples, análises de regressão e heurísticas. Por outro lado, surge a questão de como as características qualitativas do paciente podem ser levadas em consideração na tomada de decisões. 

#### Modos subjetivos de cognição
Nas últimas décadas, a filosofia da medicina tem discutido cada vez mais o tema de como os modos subjetivos de conhecimento podem ser usados mais para beneficiar a prática médica. Enquanto a abordagem empírico-analítica objetiva do modelo biomecânico exclui amplamente o sujeito dos métodos de cognição, existem abordagens médico-teóricas que incluem os juízos de valor morais e estéticos do paciente. 
Distingue-se também o adoecimento e o estar doente como dimensão subjetiva.  Desta forma, o manejo de uma pessoa doente com sua doença, mas também com a terapia iniciada, deve ser levado em conta em abordagens teóricas abrangentes. Para Alfred I. Tauber, por outro lado, a separação entre um conceito objetivo e um conceito subjetivo de doença é insustentável, pois todo achado deve ser interpretado subjetivamente. Laurence Foss reúne os dois lados sob o chamado modelo "infomédico" em uma abordagem neuropsicológica. Corpo e mente estão conectados através da informação. Em modelos mais orientados para a ciência humana, entre outras coisas, a intuição e os juízos de valor das pessoas envolvidas devem ser integrados. Outra abordagem, particularmente por Linda Zagzebski e John Greco é a epistemologia da virtude. Declarações sobre o conhecimento do médico também devem ser feitas com o auxílio de suas características pessoais. Nessa abordagem de modelo, virtudes individuais como abertura, isenção de preconceitos e confiabilidade também influenciam na qualidade do conhecimento transportado. São utilizadas considerações e métodos dos campos da cibernética, teoria dos sistemas e teoria da informação. 

#### Conceitos de medicina
Em seu trabalho padrão histórico-médico " Conceitos de Medicina no Passado e Presente " (1978), Karl Eduard Rothschuh distingue doze idéias fundamentalmente diferentes sobre as causas e possíveis curas para problemas de saúde. De acordo com isso, um conceito médico requer uma imagem do homem e uma doutrina de doença e cura. Estes podem ser organizados e classificados de acordo com vários aspectos. Eles podem ser mais orientados para a experiência ou mais de pensamento racional. Eles recebem sua justificação e credibilidade de sua proximidade com os conceitos gerais religiosos, sociais, filosóficos e científicos da sociedade. A cultura ocidental, em particular, produziu um rico espectro de diferentes conceitos médicos: 
| conceito                                      | Pequena descrição | agrupamento                 | exemplo, manifestação                                                                                 |
| --------------------------------------------- | --- | --------------------------- | --- |
| iatrodemonologia                              | Conceito animista em que a doença é causada pelo mal, espíritos invisíveis e demônios | sobrenatural                | espalhados pelo mundo; na Europa na medicina popular com um ponto alto na crença em bruxas            |
| iatroteologia                                 | A medicina está sistematicamente em um relacionamento humano-Deus; A doença é uma providência divina ou pecado .                                                                           | sobrenatural                | especialmente nas religiões monoteístas , mas também nas religiões politeístas                        |
| Iatroastrologia                               | Doenças e fatores de cura são determinados por constelações astrológicas. | sobrenatural                | nas altas culturas da Babilônia, Egito, Índia e China                                                 |
| iatromágico                                   | Pensamento e ação mágicos para cura e fortalecimento | sobrenatural                | em culturas arcaicas e civilizações antigas                                                           |
| medicina empírica                             | Medicina baseada na experiência com uma prática de cura sem teoria, curando com a ajuda da intuição e poderes de observação                                                                | sem teoria                  | a escola grega do empirismo e os empiristas britânicos do século XVII ( John Locke , Thomas Sydenham) |
| patologia humoral                             | As deficiências de saúde são causadas por uma perturbação nos fluidos corporais; a cura através de sua harmonização.                                                                       | naturalista                 | O conceito de medicina de Galeno, Avicena                                                             |
| iatrofísica , iatromecânica , iatromatemática | A doença e a saúde dependem de funções mecânicas e físicas mensuráveis e previsíveis. | naturalista                 | Atomística grega, mecânica do corpo em William Harvey                                                 |
| iatroquímica                                  | A composição material, propriedades, transformação e interação no corpo influenciam a doença e a saúde.                                                                                    | naturalista                 | Paracelso, Franciscus Sylvius, Thomas Willis                                                          |
| iatrodinâmica                                 | Os poderes mentais, as forças da alma ou da vida determinam a doença e a saúde. | naturalista ou psicossocial | animismo de Georg Ernst Stahl; mesmerismo ; psicossomática ; homeopatia                               |
| iatromorfologia                               | A morfologia (ou anatomia) determina a doença e a saúde. | naturalista                 | Histologia segundo Xavier Bichat                                                                      |
| Filosofia romântica da natureza               | Toda a natureza e a medicina são explicadas a partir de alguns princípios especulativos da razão.                                                                                          | naturalista ou psicossocial | "Medicina Romântica" por volta de 1800 a 1830 na Europa Central                                       |
| iatrotecnologia                               | O domínio dos processos físicos e químicos determina a cura. A concepção tecnomórfica de doença (máquina defeituosa) corresponde à relação tecnomórfica médico-paciente (técnico-máquina). | naturalista                 | de cerca de 1840 na Europa e América do Norte                                                         |

A distinção entre os grupos naturalista e sobrenaturalista é feita do ponto de vista epistemológico atual, antes de 1850 era em grande parte desconhecida. 

#### Métodos de cognição
Axel W. Bauer distingue quatro métodos básicos de obtenção de conhecimento para a medicina. 
a. O Axioma da Existência de Pessoas e Poderes Sobrenaturais
A crença no funcionamento de forças sobrenaturais não se limita às crenças religiosas. Nas teorias subjetivas da doença, o axioma pode ter grande importância para o paciente. Esse paradigma praticamente não tem valor prognóstico, mas um poder explicativo retrospectivo muito alto. 
b. O Axioma da Correspondência Semiótica dos Fenômenos
Associações simbólicas e analogias descrevem aqui leis cosmológicas e antropológicas. Estes são usados para explicar doenças e para terapia. Exemplos bem conhecidos são a teoria do " Yin e Yang ", a astrologia e a homeopatia. 
c. O axioma da sequência causal, mecânica-determinística de processos na natureza
Este axioma representa essencialmente o paradigma das ciências naturais, que a medicina seguiu em muitas áreas no século XIX. 
d. O axioma da possibilidade de compreensão intersubjetiva das expressões humanas da vida por meio da interpretação hermenêutica dos signos verbais e não verbais.
Nesse axioma, o sujeito é central. Faz parte dos fundamentos da psicanálise, psicossomática e psiquiatria.
Segundo Bauer, esses axiomas não podem ser provados, não podem ser refutados, escapam à justificação final e não são compatíveis entre si. 
Métodos de conhecimento da medicina científica
A partir desses axiomas, quatro métodos cognitivos básicos da medicina científica podem ser derivados: 
1. os métodos fenomenológicos
2. os métodos empírico-analíticos
3. os métodos hermenêuticos
4. os métodos dialéticos. [34]

Esses métodos cognitivos devem ser usados igualmente em um chamado círculo de métodos na prática médica. 

### Decisões e Julgamentos

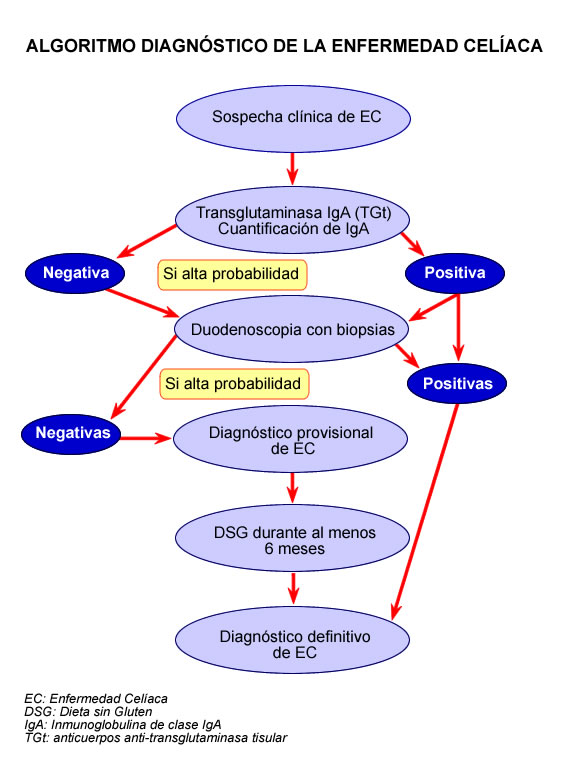
Exemplo de um organograma de diagnóstico

Decisões a favor ou contra terapias em medicina geralmente são tomadas com incertezas e probabilidades. A base para decisões terapêuticas bem fundamentadas é inicialmente a análise dos procedimentos do exame médico. A partir deles, outros métodos matemáticos podem ser usados para determinar as probabilidades de doenças existentes no paciente. Estes, por sua vez, podem ser representados como uma árvore de decisão com desfechos como morte, expectativa de vida, probabilidade de sobrevivência ou satisfação. Em particular, representantes da medicina baseada em evidências esperamos obter os mesmos dados sobre procedimentos diagnósticos a partir da análise de estudos de alta qualidade. 
No entanto, a teoria médica também é de opinião que este tipo de dados quantitativos e cálculos não são suficientes para tomar decisões terapêuticas.  As vantagens de uma análise de decisão usando uma árvore de decisão, por outro lado, são a reprodutibilidade e transparência das etapas de tomada de decisão, bem como a possibilidade de comparar quantitativamente várias opções de terapia. 
Além disso, uma série de outras variáveis que influenciam a decisão terapêutica são mencionadas. No nível social, existem associações de pacientes, o lobby farmacêutico ou atores do sistema de saúde, como companhias de seguro de saúde. Em uma situação concreta de tomada de decisão, as preocupações do paciente e muitos outros fatores relevantes também podem entrar em jogo. No entanto, como nem todas as influências podem ser mapeadas em uma árvore de decisão, ela é perigosamente incompleta. 

### Explicações médicas
As explicações fornecem uma resposta para as perguntas sobre “por quê”. Isso torna compreensível o que é explicado. Se fenômenos ou processos podem ser explicados lógica e tecnicamente com a ajuda de leis gerais da natureza e teorias científicas, então eles também podem ser controlados. 
Com o modelo de explicação dedutivo-nomológico de Carl Gustav Hempel e Paul Oppenheim, essas mesmas demandas foram formuladas na década de 1940. No entanto, baseiam-se em leis gerais e deterministas, que são mais prováveis de serem encontradas nas ciências naturais, mas raramente na medicina. Afirmações estatísticas e regularidades prevalecem lá. Apesar de algumas dificuldades filosóficas em modelar a causalidade, os modelos explicativos causais são os mais importantes na medicina.  Salmon Wesley C. projetou um modelo explicativo mecânico-causal para contornar a questão não resolvida da natureza da causalidade. A causalidade não é entendida como uma lei geral, mas é atribuída a todo fenômeno do mundo natural. Hoje, o conhecimento médico é amplamente formulado nesse modelo de explicação mecânico-causal. No entanto, permanece duvidoso se a causalidade está sempre associada a uma relação causal mecanicista e o que exatamente é um mecanismo causal interpretado de forma tão ampla. 
Se muitas variáveis influentes devem ser levadas em conta em um modelo, o chamado modelo ECHO desenvolvido por Paul Thagard é uma boa escolha. Hipóteses e dados são vinculados neste modelo para determinar a maior coerência possível. Em última análise, essa hipótese oferece a melhor explicação que está melhor conectada aos dados modelados, hipóteses e influências externas. São usados sete "princípios", como os princípios de simetria e analogia, bem como regras de coerência para decidir se declarações individuais são incluídas no sistema de declarações ou não. Gilbert Harman desenvolveu na tradição do conceito de abdução formulado por Charles Sanders Peirce também um modelo conhecido como a inferência para a melhor explicação (IBE). Nesse modelo, a melhor explicação é determinada pela exclusão de hipóteses explicativas de pior ajustamento. 
Além disso, os tipos de modelo podem ser distinguidos de acordo com se são globais ou locais. Os modelos globais tentam unificar toda a abordagem teórica das ciências naturais e assim possibilitar uma explicação com o mínimo de hipóteses possível. Modelos locais assumem fenômenos e seus mecanismos subjacentes. Todos os modelos de explicação deste tipo têm a desvantagem de que a “melhor” explicação não conduz necessariamente à explicação “verdadeira”. Além disso, os termos coerência e explicação são controversos devido à sua imprecisão. 
Qualquer parte de um sistema causal também pode ser vista como um meio para um efeito. Se colocarmos a relação meio-fim no centro da análise, falaremos de explicações funcionais. Para Ernest Nagel, uma função é a capacidade de uma parte cumprir seu papel causal no todo. Em contraste, Hempel nega que as explicações funcionais sejam legítimas. De um naturalista, não seria aceitável que uma função explique não apenas o efeito, mas também a existência do remédio. As explicações funcionais têm um alto poder explicativo intuitivo e também são cada vez mais utilizadas. No entanto, ainda existem visões diferentes sobre o que é uma explicação funcional e se ela pode ser formulada sem suposições valorativas. 

### Diagnóstico
| Diagnóstico médico           | Ciência médica              |
| ---------------------------- | --------------------------- |
| O sujeito é o foco           | dessubjetivado              |
| condicional                  | causal                      |
| individualidade              | representacional            |
| O objetivo é terapia e saúde | o objetivo é o conhecimento |
| relacionado ao tempo         | Eterno                      |
| não corrigível               | corrigível                  |
| declaração prática           | afirmação teórica           |
| declaração singular          | declaração geral            |

O diagnóstico é de importância central na prática médica. Não é apenas a base para a escolha da terapia, combinando o conhecimento médico com a ação médica. Um diagnóstico também tem impacto no bem-estar pessoal do paciente, seu papel social e, portanto, consequências financeiras, administrativas e legais. 
De acordo com sua categoria sistemática, um diagnóstico é uma afirmação que atribui um termo de doença a um paciente específico em um momento específico.  Declarações sobre o quadro clínico, por outro lado, são objeto de pesquisa clínica. Ligado ao caráter declarado está uma afirmação de verdade e a necessidade de justificação. Em contraste com as afirmações nas ciências naturais, o diagnóstico é uma afirmação singular. que não pode ser generalizada. Além disso, as afirmações científicas são quase sempre afirmações quantificadoras, enquanto o diagnóstico é um qualificador positivamente. 
O trabalho epistemológico no campo das explicações científicas pode ser transferido mais facilmente para o processo de diagnóstico médico. No entanto, o modelo nomológico-dedutivo para explicar um caso individual com a ajuda de relações causais é menos adequado. Como muitas condições e relações na área médica só se aplicam com certa probabilidade, o modelo indutivo-estatístico é mais adequado aqui. Um diagnóstico em si não é uma explicação. A questão é se os sintomas explicam a doença ou a doença explica os sintomas. Logicamente não faz diferença, mas na prática o médico deve ser capaz de explicar o quadro sintomático geral do paciente. 
O diagnóstico é, portanto, uma condição limítrofe e não o objetivo da explicação (o fenômeno a ser explicado é o quadro sintomático geral). Do ponto de vista formal, a prática diagnóstica é uma busca pelas causas e condições que se enquadram em um episódio. Qualquer verificação da exatidão de um diagnóstico só pode, portanto, recorrer a esse modelo explicativo. Simplesmente expandir a busca empírica por sintomas adicionais não resolve esse problema. 
Na maioria dos casos, o diagnóstico começa com as queixas subjetivas do paciente. Estes levam o médico assistente a exames médicos e hipóteses sobre a doença suspeita. O processo de diagnóstico geralmente termina quando todas as investigações adicionais não levam mais a nenhum resultado novo e relevante e todas as hipóteses, exceto uma, podem ser descartadas. Existem algumas sugestões para entender o processo de formação de hipóteses, mas nenhuma teoria unificada e geralmente aceita. Alguns modelos cognitivo-psicológicos são propostos como explicação. 

### Terapia
Do ponto de vista epistemológico, as duas propriedades mais importantes de uma terapia são a eficácia médica e a segurança. Para desenvolver e fornecer métodos de tratamento eficazes e seguros, são utilizados dois métodos em particular: Além da pesquisa biotécnica, ensaios controlados randomizados. Um objetivo – formulado em particular pela medicina baseada em evidências – é produzir o maior número possível de estudos de “alta qualidade” sobre todos os procedimentos conhecidos, cujos resultados são avaliados em meta-estudos. O valor de um estudo é então determinado por vários fatores e parâmetros. O processamento sistemático e epistemológico dessas propriedades ocupa muito espaço nas pesquisas teórico-médicas. As questões de como o desenho do estudo pode ser otimizado e o significado dos estudos pode ser aumentado são discutidos em particular. 

### Linguagem e semiótica

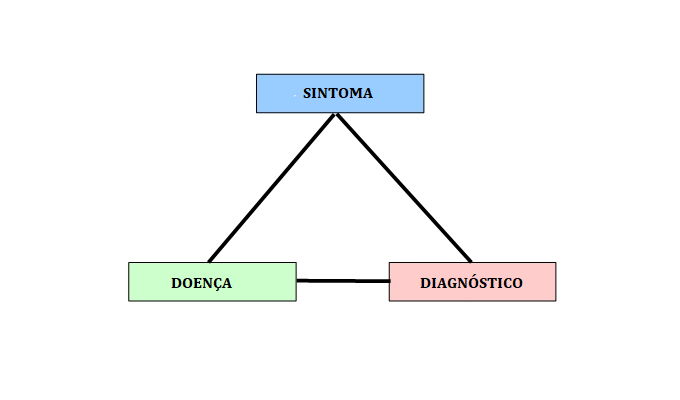
Triângulo Semiótico: Sintoma - Diagnóstico - Doença

A linguagem da medicina é a linguagem natural do cotidiano com termos técnicos, mas sem sintaxe (ordenação) e semântica (significados) próprios. Em contraste com a linguagem das ciências naturais, seus termos são definidos apenas insuficientemente ou nada definidos.  Do ponto de vista da filosofia analítica, isso é particularmente perceptível nos termos centrais mal ou nada definidos, como "doença" ou "pesquisa clínica". 
A semiótica médica lida com a observação, interpretação e avaliação de sinais médicos. Desde a Grécia Antiga existe um ensino sistemático dos sinais na prática médica, especialmente no reconhecimento e compreensão dos sinais da doença, mas também em toda a relação médico-paciente. 
A teoria dos sinais tem desempenhado um papel de liderança na medicina há séculos. Por volta de 1750 a 1850, a semiótica médica tinha condição de especialidade médica independente. Como resultado de opções diagnósticas cada vez mais diversificadas e diferenciadas, isso foi transferido para os diagnósticos atuais. Isso também mudou o significado teórico-sinal dos sintomas. Numa interpretação mecanicista dos sintomas, são considerados objetos passivos segundo a intenção de dominar, enquanto numa interpretação semiótica, segundo as intencionalidade das necessidades dos próprios processos vitais.Sem a subjetividade do doador de signos, a teoria dos signos também desapareceu em favor da relação causal.  Além dos sintomas, o sistema hormonal ou os genes também podem ser vistos em um modelo de informação e, assim, interpretados usando semiótica. 
Todas as informações acessíveis, como histórico médico, exames físicos e resultados de exames científicos e técnicos, constituem sinais médicos, que diferem em sua validade e importância. Métodos de diagnóstico mais recentes podem permitir um melhor diagnóstico (validade), mas também podem revelar anomalias irrelevantes (significado). Sem semiótica médica, resultados diagnósticos clinicamente insignificantes ainda podem levar a um grande estresse para o paciente ou a terapias desnecessárias e arriscadas. O médico é, portanto, sempre obrigado a interpretar os sinais médicos no contexto. 

## Doença e saúde
Os conceitos de doença e saúde são centrais para a medicina e a arte de curar. Eles fornecem a razão e o objetivo de toda atividade médica e também têm uma variedade de efeitos sociais e legais.  Por exemplo, decisões sobre doença e saúde têm efeitos duradouros na distribuição de recursos em uma sociedade.  Grupos importantes na política de saúde, como os pacientes, a indústria farmacêutica e a profissão médica, têm interesse em definir o conceito de doença da forma mais abrangente possível. Essa constelação também é chamada de medicalização e é objeto de discussão teórico-médica. 
Com base na consideração de que uma pessoa nunca está completamente doente ou completamente saudável, a antiguidade grega ainda conhecia um estado intermediário "neutralitas". Para Galeno havia, portanto, um ensino sobre as doenças, bem como um ensino sobre a saúde e um "ensino sobre a neutralidade".  Karl Eduard Rothschuh , que via o conceito de doença como uma abstração que carecia da concretude da concepção de doença, recomendou a seguinte definição em 1978 : “Doente é a pessoa que, por causa da perda da interação coordenada dos membros funcionais físicos ou mentais do organismo está subjetivamente (ou-e), clinicamente (ou-e) socialmente necessitando de ajuda”. No entanto, ainda não existe uma definição universalmente aceita de doença e saúde. Houve várias tentativas de definir descritivamente ambos os termos sem valor; discute-se se isso é possível sem um caráter avaliativo (julgamento) e normativo. A saúde é muitas vezes vista não apenas como o oposto da doença, mas também tem outras qualidades, como independência e alegria de viver. Por outro lado, a doença nem sempre é julgada negativamente. 

### A ontologia da doença
O teórico médico Richard Koch se opõe a uma compreensão ontológica das doenças. Influenciado por Hans Vaihinger, ele descreve as doenças como ficções que devem ser vistas como "atalhos úteis".  
O médico inglês Thomas Sydenham desenvolveu uma classificação ontológica de doenças no século XVII. Assim, as doenças são entidades independentes que podem ser sistematizadas como seres vivos ou minerais.  O nome de quadros clínicos individuais e algumas descrições coloquiais às vezes ainda sugerem uma personificação dos sintomas da doença.  A saúde e a doença lutaram pelo homem como o bem e o mal. Essa concepção ontológica da doença é também a base da teoria microbiana das doenças infecciosas que foi proposta em meados do século XIX por Agostino Bassi e Louis Pasteur, entre outros. Essa perspectiva encontrou cada vez mais seguidores e ainda hoje é um esquema de explicação comum. Outras pesquisas reconheceram a importância de toxinas (venenos) e disposição individual como fatores de doença. Ao mesmo tempo, desenvolveu-se uma teoria moderna e dinâmica da doença, que se concentra no ideal de equilíbrio. Ambas as teorias da doença existem em paralelo hoje, com a teoria ontológica sendo mais usada para explicar os padrões de doenças infecciosas e parasitárias, e a teoria dinâmica sendo mais usada para distúrbios disfuncionais ou endócrinos. 
Outro critério para determinar os conceitos da doença é a localização. Enquanto nos tempos pré-históricos a doença do homem não era separada da comunidade e do sobrenatural, o ensinamento de Hipócrates limitava a doença e a saúde ao microcosmo do homem. Mesmo segundo Galeno, órgãos individuais também podem ser considerados doentes. No século 19, Xavier Bichat reconheceu pela primeira vez que as doenças afetam os tecidos dos órgãos, até que finalmente Rudolf Virchow fundou a patologia celular. Hoje, a medicina molecular vê cada vez mais o DNA como o local de possíveis patologias. 
Outras discussões são realizadas na teoria médica sobre a concepção de doença mental. Uma vez que as "características mentais" dificilmente podem ou não podem ser validamente medidas e operacionalizadas, a existência de doenças mentais às vezes é completamente contestada. Em resposta, há tentativas de relacionar a psiquiatria mais de perto com a neurologia, doenças mentais tornando-se doenças do cérebro. No entanto, como a questão das normas e valores sociais também desempenha um papel importante na concepção da doença mental, esse tema ainda é altamente controverso na teoria médica. 

### O conceito de doença
Não existe um conceito científico de doença geralmente aceito.  Não apenas entre diferentes ciências, mas também entre diferentes escolas e disciplinas de medicina, o termo é usado de forma diferente e às vezes contraditória. Em geral, uma concepção de doença humana resulta de interpretações de experiências e teorias de todos os aspectos antropológicos e biológicos da vida humana. A questão central discutida na teoria médica é a relação entre abordagens e ideias científico-empíricas, subjetivo-avaliativas e moral-normativas na definição dos termos doença e saúde. 
Uma definição prática comumente usada de doença é: uma condição corporal indesejável tratada por médicos. Em uma abordagem positivista semelhante, uma doença é o que está listado em um sistema de classificação como o CID. No entanto, contra-exemplos podem ser encontrados para ambas as abordagens e não são adequados para análises epistemológicas posteriores. As tentativas de definir doença (e saúde) na teoria médica geralmente tentam reconstruir um conceito teórico da história e da prática da medicina. Uma definição útil pela qual vale a pena lutar em termos de teoria médica é aquela que, inversamente, também inclui um uso prático do termo e faz afirmações sobre a natureza ou o ideal da doença. 
Christopher Boorse defende uma definição naturalista e bioestatística de doença.  O que conta como uma doença é determinado apenas por objetivos determinados pela biologia evolutiva, como sobrevivência e reprodução.  Com sua teoria funcional da doença, Boorse também tenta evitar qualquer referência a um conceito de valor. Para fazer isso, ele constrói classes de referência "naturais" (por exemplo, crianças ou homens mais velhos) e determina uma "normalidade estatística". Ele relaciona isso a uma função biológica. Uma doença ocorre quando a capacidade funcional normal é significativamente prejudicada. Por causa de seu viés naturalista, essa abordagem tem as vantagens de ser boa é operacionalizável e também pode ser aplicado a todas as outras espécies além dos humanos. No entanto, esta teoria funcional também tem algumas fraquezas e limitações. Por um lado na demarcação do grupo de referência ou na definição de "parâmetros normais" de uma função. Algumas doenças também são caracterizadas por alterações estruturais que são pouco refletidas funcionalmente, e existem doenças generalizadas, como a cárie dentária ., o que torna difícil supor um grupo de referência estatística "saudável". A orientação para unidades funcionais ainda é um conceito teleológico difícil de justificar em uma abordagem naturalista. E, finalmente, o bem-estar pessoal do paciente é reduzido à capacidade de sobreviver e se reproduzir. Na prática, os métodos bioestatísticos desempenham um papel importante no diagnóstico. Por exemplo, ao avaliar a pressão arterial ou usar o chamado hemograma , as alterações quantitativas acima de uma certa variação são consideradas um distúrbio. 
Uma visão mais aprofundada da biologia evolutiva também pode fornecer respostas aqui. Assim, a saúde individual não é necessariamente uma vantagem seletiva na evolução. Há, portanto, limites para uma definição de doença baseada puramente na biologia evolutiva. Por outro lado, há esperança de que a biologia evolutiva seja capaz de esclarecer no futuro quais funções são "normais" e, assim, contribuir com uma definição biológica, em vez de estatística, de normalidade para a definição de doença. Randolph M. Nesse distingue oito causas de doenças ou razões pelas quais as doenças ocorrem do ponto de vista evolutivo. Por exemplo, os chamados patógenos, como as bactérias, também evoluem e competem com seus portadores. 
Hugo Tristram Engelhardt Jr opta por uma abordagem mais normativa ou quotidiana. É indiscutível que o conceito de doença tem um enorme impacto normativo em termos de papel social e estatuto jurídico. Além disso, a detecção de uma doença requer reações e ações da comunidade, do médico e do paciente. Além das dimensões da causa genética, infecciosa e metabólica (metabolismo) moldadas biologicamente, Engelhardt também tenta incluir os aspectos psicológicos e sociais na definição. É importante, no entanto, que a medicina persiga uma generalização científica e nenhuma intenção moral. Uma desvantagem decisiva das abordagens normativas para um desenvolvimento teórico-científico é seu relativismo cultural. Se uma avaliação (negativa) de uma condição como doença forma a definição, então é difícil encontrar um critério universal, como eles querem oferecer contra as abordagens naturalistas. No entanto, os representantes das abordagens normativas assumem que estas não necessariamente incluem um conceito culturalmente relativista de doença. Se alguém toma valores e normas universais como base, também obtém uma definição universal, como em uma abordagem naturalista. No entanto, a possibilidade de valores e normas universais é altamente contestada. Na história da medicina, os termos padrão individuais são conhecidos, além dos estatísticos e ideais. 
Richard Koch adota uma abordagem diferente. Para ele, 'doença' é pura ficção.  Considerando em particular a dimensão subjetiva de sofrer ou vivenciar a doença, estar doente, então o indivíduo torna-se o foco da definição. Friedrich Curtius fundou assim uma patologia individual (Curtius, 1959), em que cada doença é um acontecimento singular. Thomas Szasz criticou a psiquiatria e as doenças mentais em particular. Para ele, são mais mitos e metáforas, mas não termos e conceitos medicamente ou cientificamente úteis.  
Lennard Nordenfelt define saúde como a capacidade de uma pessoa atingir seus objetivos relevantes, com esses objetivos destinados a garantir pelo menos a "felicidade mínima" da pessoa.  Devido às dificuldades em desenvolver uma patologia teórica, há uma afirmação na filosofia da medicina de que pode não ser possível desenvolver uma definição unificada. Os quadros clínicos individuais então se encaixariam vagamente em uma espécie de semelhança familiar. 

### Terapia e Cura
O conceito de cura não tem evidência objetiva. O que é definido como cura depende crucialmente do paradigma e dos métodos utilizados. Entre outras coisas, isso resulta em diferenças na condição do paciente, no horizonte temporal e na definição de metas no sentido da definição de saúde. Embora não haja diferenças entre diferentes abordagens paradigmáticas quanto ao que constitui a cura em um caso particular, a cura pode ser conceituada de forma diferente dependendo do paradigma subjacente. As abordagens psicoterapêuticas em particular podem variar consideravelmente, enquanto as intervenções cirúrgicas anatômicas geralmente são indiscutíveis. No entanto, como a cura é definida também depende da definição de doença. Se os sintomas individuais desaparecerem, isso não significa necessariamente que a doença crônica que os causou também foi curada. 

### Classificações de doenças
Determinações em ontologia têm implicações importantes para a classificação de doenças. Em uma patologia celular, por exemplo, as doenças são classificadas com base nas características das células. Por outro lado, quando o foco é o adoecimento do próprio indivíduo, é mais difícil encontrar explicações gerais. As classificações de doenças são agora baseadas em considerações práticas e valores científicos, como validade e confiabilidade de diagnósticos e prognósticos. A favor de um conceito ontológico de doença, o fato de as classificações das doenças servirem não apenas ao diagnóstico e prognóstico, mas também à terapia e, portanto, também à tentativa de controle da realidade (da doença) fala por si. Da mesma forma, uma classificação de definições ontológicas de doença pode ser mais facilmente transferida para uma classificação das causas da doença e, portanto, também para uma abordagem terapêutica. A descrição de doenças usando patógenos como bactérias ou parasitas é mais descritiva. 
Por outro lado, os representantes de uma concepção fisiológica (sintomática, funcionalista) da doença  apontam que as doenças podem ser muito mais complexas do que é expresso em conceitos ontológicos. Eles são, portanto, não apenas multifatoriais, mas também multidimensionais. No entanto, influências e efeitos genéticos, metabólicos, individuais, sociais e psicológicos só poderiam ser mal mapeados como uma entidade geral. 

### Nosologia
A medicina atual é baseada em vários conceitos de doença. Com base no conceito ontológico de doença, hoje predomina um conceito pragmático de ordem e função. Nesse sentido, uma doença não é apenas uma unidade separada das demais; há esperança nessa forma de se conseguir uma cobertura clara, fechada e sistemática de todos os quadros clínicos possíveis. Só assim faz sentido falar de uma nosologia, uma sistemática das unidades de doença.  As doenças infecciosas são ideais para essa classificação substancial, que muitas vezes podem ser facilmente distinguidos um do outro por investigações especiais. A designação é então geralmente baseada no patógeno, que é então simplesmente considerado como a causa causal. Além dessa compreensão etiológica da doença, a compreensão sintomática também faz parte das classificações atuais das doenças. Por exemplo, doenças sistêmicas ou síndromes funcionais são muitas vezes difíceis de diagnosticar e distinguir claramente umas das outras. Uma unidade de doença é então uma entidade funcional ou fictícia. 
Ao todo, cinco critérios para a classificação de doenças podem ser distinguidos para as nosologias atuais: 
- etiológico após a causa primária. [44]
- de acordo com os grupos de pacientes potencialmente afetados (epidemiologia). [44]
- Alterações localizadas, patológicas (órgãos), alterações morfológicas ou topográfico-anatômicas. [44]
- patogênese específica que leva regularmente a síndromes; mudanças funcionais. [44]
- de acordo com a característica do tempo com uma sequência típica dos sinais da doença. [44]

A esperança é estruturar as entidades de doença de tal forma que seja criado um sistema fechado e uniforme que também seja adequado como modelo de explicação para doenças. Na prática, já se registaram progressos em muitos casos a este respeito. No entanto, muitas questões médico-teóricas permanecem sem resposta. Estas dizem respeito, entre outras coisas, ao estatuto epistemológico dos critérios ou à possibilidade de uma visão naturalista das classificações das doenças. A questão é se existe uma classificação natural como os elementos na química ou as espécies na biologia. Para a criação e desenvolvimento dos chamados sistemas de classificação de diagnósticoResta esclarecer se existem modelos teóricos e práticos. A inclusão de uma doença na CID é determinada por votação de especialistas e não baseada em modelos teóricos. Existem também abordagens para determinar as definições de doenças usando lógica difusa. 

### Saúde
A definição de saúde da Organização Mundial da Saúde (OMS) é frequentemente citada:
"Um estado de completo bem-estar físico, mental e social e não apenas a ausência de doença ou enfermidade".   
Essa definição mostra um respeito especial pela saúde, que também é criticada.  Por um lado, a saúde é equiparada ao bem-estar sem alcançar qualquer valor acrescentado na definição conceptual. Os críticos também veem a “completude” exigida do bem-estar como um ideal irreal. Na teoria médica, também é discutido o fato de que todos os problemas e déficits sociais devem ser medicamente interpretados por essa definição. Isso leva a uma superestimação da medicina e de suas possibilidades. 

## Ética médica
Desde a Grécia Antiga, a prática médica sempre foi acompanhada e influenciada por considerações e instruções médico-éticas. Um elemento central da ética médica no mundo ocidental até hoje é o chamado Juramento de Hipócrates. Inclui diretrizes para a formação médica, a relação médico-paciente e os aspectos da ação médica, mas, por outro lado, descreve uma relação médico-paciente puramente paternalista que não leva em conta a autonomia do paciente. Escritos sobre ética médica podem ser encontrados na Idade Média cristã, bem como no Renascimento. Para a ética médica, Paracelso formula uma dicotomia entre uma ética do conhecimento e uma ética da ação, que sobreviveu até hoje. Em 1803, Thomas Percival publicou sua influente Ética médica, que, além da relação médico-paciente, regulava a relação entre a profissão médica e o público. Pela primeira vez, no entanto, obrigações também são impostas à sociedade e ao paciente. 
Como resultado das possibilidades técnicas da medicina moderna, os limites do que é viável na medicina estão mudando. Tópicos importantes da ética médica hoje são, por exemplo, pesquisa em humanos, eutanásia e decisões terapêuticas. Regras simples muitas vezes parecem insuficientes para os requisitos complexos na prática. Não há nenhuma teoria moral uniforme e obrigatória na ética médica hoje.  Além do pluralismo das teorias éticas ou moral-filosóficas tradicionais, a prática médica também deve levar em conta a diversidade de valores da sociedade. A primeira questão é, portanto, se existem princípios universais, como o imperativo categórico ou o princípio da maximização da utilidade (maior bem-estar para o maior número possível de pessoas), adotado pelo utilitarismo na ética médica. Na prática hoje, a ética coerentista é mais importante do que os princípios morais universais. Os quatro princípios éticos (evitação de danos, maximização da utilidade, autonomia, justiça) dos filósofos morais Tom Beauchamp e James Childress provaram seu valor. 
Nenhum dos princípios tem precedência neste conceito, o que significa que sua aplicação pode ser projetada de forma flexível. No entanto, isso também resulta em dificuldades e desvantagens. Por um lado, esta coleção de princípios não fornece métodos gerais de aplicação. Por outro lado, a cada princípio deve ser dada importância individualmente e no caso individual, porque a abordagem de Beauchamp e Childress não contém um "princípio absoluto" para orientação independente do caso. Por exemplo, a justiça pode significar coisas diferentes para cada participante de um caso. Além disso, existem os conceitos de dever prima facie, ou seja, um dever que se deva cumprir de forma obrigatória, a menos que tal dever entre em conflito, num caso particular, com outra obrigação de igual ou maior valor. Para tanto, todos os requisitos éticos são nomeados em uma situação. Por exemplo, o médico tem a obrigação de evitar danos, enquanto o paciente tem a obrigação de cooperar na cura. Esses deveres são sempre relacionamentos entre as pessoas. As vantagens desse modelo são sua pluralidade, contextualidade e transparência. No entanto, é questionável se as obrigações individuais prima-face são universais. Encontrar um consenso também é problemático, uma vez que muitas obrigações muitas vezes levam a conflitos. 
Em contraste, representantes da medicina antropológica como Karl Jaspers, Viktor von Weizsäcker ou Viktor Emil von Gebsattel constroem a ética médica sobre as características de uma personalidade médica contemporânea. 

## A teoria da medicina na ciência e na sociedade
Uma filosofia global da medicina está apenas surgindo. Por exemplo, as discussões na Europa na primeira metade do século 20 entre positivismo e neovitalismo nos EUA receberam pouca atenção. Por outro lado, a teoria médica americana é agora mais institucionalizada do que a europeia. Além disso, existem diferenças etnológicas e culturais significativas no conteúdo e métodos da teoria médica em todo o mundo.   

### Pesquisa e ensino
Na então Prússia, o obrigatório “Tentamen Philosophikum" (estudos filosóficos) na formação médica foi substituído pelo “Tentamen Physikum” (estudos físicos) em 1861. Há vários anos, uma disciplina eletiva é oferecida como parte de um diploma de medicina em várias universidades alemãs.  Nos países de língua alemã, a história médica foi estabelecida como parte da educação médica em pesquisa e ensino por mais de 100 anos. O primeiro instituto de história médica foi estabelecido por volta de 1906 em Leipzig. Desde o início da pesquisa e do ensino histórico-médico, desejou-se uma maior aproximação com as humanidades e, em particular, com a ética. No semestre de inverno de 2003/2004, a disciplina eletiva obrigatória “História, Teoria e Ética da Medicina” foi incluída em estudos médicos na Alemanha. Desde então, existem institutos com o mesmo nome em muitas universidades alemãs com faculdades de medicina. 

### Publicações e Conferências
Vários periódicos internacionais sobre filosofia da medicina são publicados, como o Journal for Medicine and Philosophy e Theoretical Medicine.  Em 1987 foi fundada na Holanda a European Society for Philosophy of Medicine and Healthcare, que organiza conferências sobre o tema e publica a revista Medicine, Health Care and Philosophy. 

### Paradigmas epistemológicos atuais na medicina
Como em toda a história da medicina europeia, vários conceitos médicos existem em paralelo hoje. Existem diferentes imagens de pessoas e modelos de organismos. Estes, por sua vez, estão ligados a várias abordagens diagnósticas e terapêuticas.  

#### Medicina Orientada à Ciência
O modelo médico desenvolvido no mundo ocidental e hoje dominante em quase todos os países é o biomecânico, o modelo biomédico ou o modelo de reparo de defeitos. O médico tenta identificar a parte doente do corpo do paciente, tratá-la e, se necessário, removê-la ou substituí-la. Com a ajuda de muitos métodos e tecnologias das ciências naturais e suas aplicações técnicas, agora existem possibilidades significativas para controlar funções biológicas e intervenções cirúrgicas. Durante o tratamento, o médico persegue o ideal de uma visão objetiva (“preocupação emocionalmente distanciada"). Esse distanciamento na relação médico-paciente é um tema central na teoria médica e ponto de partida para a expansão do modelo biomédico para incluir elementos da ciência humana. Além disso, o uso cada vez maior de tecnologia e consumo de recursos é considerado um elemento limitante do modelo biomecânico. 

#### Paradigma da Medicina Molecular
Na década de 1960 houve uma mudança de paradigma da microbiologia médica para a medicina molecular. Desde então, os genes têm sido considerados os verdadeiros blocos de construção do organismo e pesquisá-los usando os métodos da biologia molecular e da biologia celular deve ajudar a identificar todos os processos e estruturas fisiológicas e patológicas.  As doenças são cada vez mais descritas como erros nos processos genéticos e de processamento de informações. Na teoria médica, surge a questão de saber se isso também leva a uma abordagem médica diferente, uma vez que a medicina humana tradicionalmente lida com o fenótipo(o humano na aparência) e não com o genótipo. 

#### O modelo biopsicossocial
O modelo de doença biopsicossocial foi desenvolvido por George L. Engel no final da década de 1970 . Hoje é considerado o modelo mais importante e conhecido, que inclui fatores biológicos, psicológicos e sociais em uma modelagem estruturada do curso da doença. Uma doença ocorre quando o organismo perde a capacidade de se autorregular. Nesta teoria dos sistemas que diz respeito às causas da doença, não há diferença entre o corpo e a psique. Representantes do modelo de doença biopsicossocial veem isso em particular como uma distinção da psicossomática tradicional, que em parte claramente atribui queixas físicas a causas psicológicas. Restaurar a autorregulação (em todos os níveis) é crucial para a cura. O modelo biopsicossocial fornece assim uma base teórica para considerar a doença e a saúde como uma interação dinâmica de muitos fatores influenciadores. As origens do modelo são, portanto, menos na psicossomática, mas na teoria de sistemas em psiquiatria, sociologia médica e neuropsicologia. Hoje, a medicina psicossomática também é entendida principalmente como medicina biopsicossocial no sentido de George L. Engel, Thure von Uexküll e Wolfgang Wesiak. Inter-relações simples entre corpo e mente dificilmente desempenham um papel na teoria e na prática. 

#### Medicina Baseada em Evidências
A chamada medicina baseada em evidências (MBE) é uma abordagem que tenta fornecer a terapia mais eficaz para o tratamento médico individual. Por um lado, estudos de pesquisa médica com o mais alto nível de evidência possível devem ser usados para o maior número possível de terapias (e medicamentos) disponíveis. Por outro lado, esses estudos devem então ser avaliados em meta-estudos para, em última análise, poder fazer recomendações para uso clínico. Do ponto de vista epistemológico, a revisão de hipóteses e teorias faz parte de qualquer pesquisa científica, empírico-analítica. A este respeito, MBE  não é uma abordagem nova. Pelo contrário, seu surgimento no final do século 20 deve-se à tentativa, em grande parte malsucedida, de converter o conhecimento científico em terapias eficazes e, acima de tudo, racionais para muitas doenças . Os pontos fortes e objetivos da medicina baseada em evidências, por outro lado, estão mais nas áreas organizacionais e econômicas. 
Na teoria médica, por outro lado, o foco da MBE no empirismo é particularmente importante. O conhecimento acumulado sobre a eficácia de medicamentos e terapias permite uma boa comparação das terapias, mas não explicações sobre seu modo de ação. Os modelos e teorias em que se baseiam as terapias são, portanto, de importância secundária para a abordagem de MBE. Os representantes da MBE também reconhecem a pluralidade de conceitos médicos e os objetivos da ação médica (melhorar o estado de saúde, reduzir a duração da doença, aumentar a expectativa de vida, reduzir os efeitos colaterais, melhorar a qualidade de vida). No entanto, contesta-se até que ponto faz sentido e é racional. Há também uma discrepância entre os meta-estudos retrospectivos e o caso individual prospectivo. O poder de julgamento do médico, a chamada prova interna, é ainda mais exigido por essa circunstância. Mesmo que a situação do estudo seja muito favorável, a MBE não sugeriria necessariamente o tratamento mais eficaz para o paciente, mas sim o mais bem documentado. Há também críticas do ponto de vista médico-ético. Seria difícil conciliar a situação psicossocial de um paciente com as recomendações terapêuticas dos estudos. A compulsão de usar o 'padrão ouro' também tende a levar a desenhos de estudo eticamente problemáticos. 

#### Homeopatia
A homeopatia contemporânea também não se baseia em um conceito teórico uniforme. Por um lado, existem várias escolas diferentes, algumas das quais têm ideias muito diferentes sobre suas teorias e métodos, e por outro lado, a concepção original de Samuel Hahnemann nem sempre é clara para os padrões teórico-científicos atuais. Hahnemann pressupõe ontologicamente uma “força vital” através da qual toda cura ocorre. É contestado se ele interpreta isso de uma maneira mais substancialista ou instrumentalista. A anamnese detalhada em homeopatia clássica é outro elemento chave. Esse tipo de relação médico-paciente é muitas vezes visto como parte do contexto funcional da homeopatia. Uma característica especial é a concepção do efeito da droga. Isso é paradigmaticamente pressuposto. A tarefa real do homeopata é então combinar as características do medicamento homeopático (“imagem do medicamento”) com as características do paciente. As classes abstratas de doenças do modelo biomédico são apenas para orientação. Os fundamentos metodológicos da medicina homeopática consistem em elementos fenomenológicos, hermenêuticos  e dialéticos essenciais. 
Importante ressltar que se tem apontado que a homeopatia é uma pseudociência , similar aos placebos, não embasada em dados científicos, que não teria plausibilidade científica para funcionar e estaria baseada em conceitos que se colocam contra o atual paradigma de estudos da química e física. 

#### Antroposofia
Rudolf Steiner já lançou os fundamentos teóricos e metodológicos da medicina antroposófica em seus primeiros trabalhos filosóficos, no qual se baseou no estilo de pesquisa científica de Goethe e na filosofia do idealismo alemão. Desta forma, ele fundou um idealismo epistemológico , empírico, ontologicamente objetivo com um conceito de realidade que engloba os domínios da matéria, vida, alma e espírito no homem e na natureza, por um lado os distingue uns dos outros, mas por outro lado também os combina em uma visão global sem ter que relacioná-los entre si de maneira reducionista.  A partir dessa compreensão da realidade, que foi moldada pelo realismo universal, ele desenvolveu a antroposofia  e depois mostrou no final de sua vida como isso pode influenciar a prática das mais diversas áreas da vida. Nos anos 1920-1925 ele também aplicou a antroposofia à medicina. 
Dois conceitos fundamentais para a medicina antroposófica são o "quádruplo" dos níveis do ser  e o "tríplice" funcional dos sistemas de órgãos: 
Na antroposofia, os quatro níveis de ser no homem (e correspondentemente também na natureza) significam:
- O corpo físico, que obedece às leis da física e pode ser estudado pela ciência convencional. [59]
- O corpo etérico , que - como todos os seres vivos  - como princípio de organização que vai além do físico, segue leis especiais inerentes aos vivos (“etérico”). O conhecimento sobrenatural deste etérico é chamado de "imaginação".[59]
- O corpo astral , que está presente apenas em organismos sencientes ou com alma, ou seja, em animais , mas não em plantas . O nível de conhecimento correspondente é chamado de “Inspiração”. [59]
- O eu, a individualidade espiritual que eleva o homem acima do reino animal. Todo ser humano tem um ego, mas só é reconhecido como tal através do mais alto nível de conhecimento sobrenatural, a “intuição” (não confundir com o significado convencional desta palavra). [59]

Os quatro níveis de ser postulados pela antroposofia não são apenas reconhecíveis pela percepção sensorial , mas apenas pela percepção “supersensorial”. A capacidade de fazer isso pode ser alcançada através de um treinamento especial de natureza meditativa , cuja metodologia de Steiner apresentou em vários trabalhos (ver caminho de treinamento antroposófico ), ou em casos individuais também pode estar presente através de um talento especial. No entanto, todos os níveis do ser permeiam o mundo sensual e trazem os fenômenos cientificamente pesquisáveis nele. 
Steiner formulou o conceito da "triplicação" do ser humano  em um pólo nervoso-sensorial e um pólo metabólico, bem como um sistema rítmico mediador, como um ponto de vista orientador superordenado para a compreensão dos seres humanos.  Steiner também projetou um ensino antroposófico dos sentidos com uma abordagem fenomenológica.  A medicina antroposófica também inclui conceitos de reencarnação e carma. 
No sentido antroposófico, a doença consiste, entre outras coisas, no fato de que a interação saudável dos seres humanos é perturbada. O diagnóstico antroposófico baseado no estudo do homem , que é visto como uma extensão ou complemento ao diagnóstico convencional, consiste essencialmente na determinação mais detalhada desse transtorno no caso individual em questão.  
A medicina antroposófica é a mais jovem das chamadas direções médicas alternativas. Baseia-se em outros pressupostos ontológicos que não a medicina científica de hoje. Portanto, é considerada não científico e pseudocientífica. No entanto, não é isolada teoricamente: seus representantes apontam repetidamente pontos de contato com os conceitos antropológicos  e médico-teórico-metodológicos, os quais vão além dos paradigmas científicos comunsir além e levar a pontos de vista de nível superior. Um discurso médico-teórico é possível e é realizado, entre outras coisas, no "Fórum de Diálogo sobre o Pluralismo na Medicina". 
Assim como a homeopatia, a medicina antroposófica padece de inúmeras críticas, tal como aplicação de substâncias ultra-diluídas, similares as usadas homeopatia, sem eficácia, sem apoio em evidência médicas, inclusive, alguns de seus adeptos se colocam contra a vacinação em crianças. A medicina antroposófica não é baseda em ciência, sendo considerada uam falsa ciência e equiparada ao charlatanismo e apresentando justificações irracionais, em contrariedade aos fundamentos básicos da biologia, tais como que o sangue bombearia a si própria, sem a necessidade do coração e que doenças podem ser causadas por causa do carma em vidas passadas. 

#### Psicanálise
Sigmund Freud formulou um modelo estrutural da psique a partir de três instâncias com funções distintas: o id, o ego e o superego. No entanto, essas instâncias não formam uma unidade ontológica, mas são vistas como processos e estruturas mutáveis. Com esta abordagem, no entanto, não apenas o contexto emocional e cognitivo, mas também o contexto biográfico e social de uma pessoa faz parte do diagnóstico médico e da terapia. A psicanálise é uma das psicoterapias e nos métodos de tratamento, a relação entre terapeuta e paciente assume, assim, uma posição central. Os modelos teóricos e metodológicos da psicanálise são muito diversos e por vezes controversos.    

## Metafísica e ontologia da medicina
Metafísica é o ramo da filosofia que examina a natureza fundamental da realidade, incluindo a relação entre mente e matéria, substância e natureza, e possibilidade e realidade. As perguntas comuns feitas neste ramo são "O que causa a saúde?" e "O que causa a doença?". Há um interesse crescente pela metafísica da medicina, particularmente pela ideia de causalidade. Os filósofos da medicina podem não apenas estar interessados em como o conhecimento médico é gerado, mas também na natureza de tais fenômenos. A causalidade é de interesse porque a motivação de muitas pesquisas médicas é estabelecer relações causais, por exemplo, o que causa a doença ou o que faz as pessoas melhorarem. Os processos científicos usados para gerar conhecimento causal dão pistas para a metafísica da causalidade. Por exemplo, a característica definidora dos ensaios clínicos randomizados é que eles são pensados para estabelecer relações causais, enquanto os estudos observacionais não. Neste caso, a causalidade pode ser considerada como algo que é contrafactualmente dependente, ou seja, a forma como os ensaios clínicos randomizados diferem dos estudos observacionais é que eles têm um grupo de comparação no qual a motivação da intervenção não é evindenciada de forma objetiva.
Os modelos médicos são baseados em uma variedade de considerações filosóficas. Estas são, entre outras coisas, ideias sobre os elementos básicos da realidade, sua estrutura e interação. Na filosofia da medicina, há a visão de que as determinações feitas neste momento têm um impacto decisivo na formação de teorias e metodologias de pesquisa em medicina. 

### Filosofia da Mente
O modelo biomecânico da medicina moderna baseia-se na suposição de um monismo mecanicista e materialista. Um elemento dessa visão é a crença de que a matéria seria a única substância. Uma das consequências disso é que a medicina acaba por suspeitar de uma causa física para todas as doenças mentais. A segunda suposição da visão de mundo mecânica descreve o arranjo e a função da substância material. 
Para o modelo biomédico, isso significa que o ser humano é visto como um conjunto de partes (sistemas de órgãos, órgãos, células etc.) que funcionam em conjunto como uma máquina. Na teoria médica moderna, discute-se até que ponto o modelo biomecânico oferece a possibilidade de retratar aspectos subjetivos, psicológicos, sociais e culturais. 
Um tipo de extensão da perspectiva científico-humanista do modelo biomecânico baseia-se no dualismo. Além do físico, o espiritual (consciência, alma, psique, subjetividade) também é parte essencial do homem e da natureza. Aspectos subjetivos e psicológicos na prática médica devem, assim, tornar-se elementos centrais e iguais na modelagem científica. Existem diferentes visões sobre a natureza da interação entre corpo e mente. Existem também as abordagens  holísticas. Estes não consideram apenas o elemento material e o psicológico como entidades independentes, mas também, por exemplo, fenômenos sociais e culturais. 

### Reducionismo e emergência
Em um modelo consistente, todos os fenômenos e experiências devem ser rastreáveis até seus elementos fundamentais. Uma das questões mais importantes é descrever e explicar como fenômenos subjetivos, psicológicos e sociais acontecem e como eles interagem. Existem várias maneiras de fazer isso, que são discutidas na filosofia da medicina. Por um lado, existem abordagens reducionistas que descrevem e explicam todos os fenômenos a partir de um trabalho materialista-mecanicista. Para melhor descrever as abordagens reducionistas, é feita uma distinção entre reducionismo ontológico, epistemológico e metodológico. A perspectiva de "emergência" (surgimento) também tem sido uma alternativa às abordagens reducionistas desde meados do século XX. Por exemplo, as propriedades psicológicas podem ser descritas dessa maneira, mas não podem ser rastreadas diretamente às propriedades do cérebro. Esse materialismo não redutivo também se vê como um meio-termo entre um vitalismo e um modelo biomecânico.  

### Fisicalismo e Organicismo
Outra distinção diz respeito à modelagem dos seres vivos. Em um modelo fisicalista, a formulação matemática e técnica em física e química também é suficiente para representar plenamente os fatos biológicos. Por outro lado, um modelo organicista assume que as leis físicas e químicas para descrições biológicas e ecológicas perdem muito de sua importância. Em vez disso, a organização e a estrutura do próprio organismo são enfatizadas como determinantes.

### Realismo
Para a formulação de modelos de doenças, a questão de qual estado as doenças assumem é central. Eles são objetos independentes que existem independentemente de estados específicos de doenças (realismo) ou são abstrações de padrões específicos de doenças? Os debates em curso giram em torno da questão de saber se algumas doenças são socialmente construídas ou "reais". Uma posição antirrealista vê os modelos de doenças como instrumentos científicos úteis sem postular objetos reais. Uma importante posição realista na teoria médica é ocupada pelo realismo científico. Entidades como células e vírus, estados e processos existem independentemente do observador precisamente quando as teorias científicas corretas os descrevem.  A questão da realidade das doenças, mas também dos processos e agentes farmacológicos tem grande influência no desenho do diagnóstico e da terapia, especialmente na neurologia e na psiquiatria. Então essa discussão é fundamental para muitas outras questões da filosofia da medicina. 

### Causalidade e Complexidade
As discussões sobre o conceito de causalidade são muito diversas desde a antiguidade grega. Enquanto Aristóteles ainda enumerava quatro tipos diferentes de causas, no início da física moderna apenas um era considerado. A chamada "causa material" lançou as bases para a visão de mundo mecanicista, na qual a matéria em movimento, em última análise, causava tudo. No mais tardar com as descobertas da física no século 20, a visão da causalidade também mudou. Como resultado, forças ou eventos também podem ser considerados como causas. Aristóteles, por outro lado, chamou esse tipo de causalidade de “causa efetiva”.“. Na filosofia, a discussão sobre o conceito de causalidade é, portanto, ainda relevante, na ciência biomédica - como nas ciências naturais - é tratada de forma mais pragmática, reconhecendo processos e estados como causas. 
O conceito de causalidade é central na medicina para a possibilidade de diagnósticos repetíveis, para toda justificativa e explicação, para o controle das condições físicas, mas também para toda terapia causal e, portanto, racionalmente justificável. Os médicos da segunda metade do século XIX estavam amplamente convencidos de que as terapias racionais logo estariam disponíveis para todos os quadros clínicos.  No entanto, no início do século 20, a validade de um conceito matemático-físico e, portanto, científico, científico para a medicina era cada vez mais contestada. Max Verworn e David Paul von Hansemann eram da opinião de que seria mais adequado para formulações epistemológicas em medicina falar num "conceito causal de causa". 
Em vez de uma causa, apenas termos ou condições deveriam ser usados. A capacidade de resposta de um organismo e as múltiplas interações com seu ambiente são mais importantes do que a apresentação de uma causa causal. A "pluralidade de condições" declarada por Verworn teve um grande impacto na teoria médica.  Ao mesmo tempo, conceitos teleológicos (“causa última”) foram novamente cada vez mais discutidos na teoria médica. 
Termos como Saúde e doença, como efeito e terapia, são conceitos finalísticos (direcionados a um objetivo), orientados para um propósito. No entanto, os princípios valorativos não devem substituir a abordagem causal, científica, mas complementá-la. Viktor von Weizsäcker e Gustav von Bergmann viram a possibilidade de melhor descrever e compreender os fenômenos da vida na aplicação igual de princípios causais e finais. Os críticos do princípio teleológico, por outro lado, exigiam uma estrita separação entre a ciência causal e os princípios finalistas da ética e da filosofia natural. O princípio da teleonomia (conveniência) deve reunir os dois princípios. Hoje, a teoria dos sistemas ou resultados da teoria do caos são usados para tentar explicar causas e efeitos. 
As causas na prática médica raramente são determinísticas e monocausais, mas muitas vezes probabilísticas e multicausais.  Em epidemiologia em particular, as causas das doenças só podem ser limitadas e nomeadas com dificuldade. Em 1965, Austin Hill compilou nove "aspectos" como "plausibilidade do mecanismo assumido" ou "a força da dependência entre dois fenômenos". Estes ficaram conhecidos como os critérios de Hill e agora são usados para determinar as causas da doença em epidemiologia. Desde a década de 1980, a medicina evolutiva vem tentando descobrir por que , no curso da evolução, as pessoas ficam doentes. Em 1996, George C. Williams e Randolph N.  criaram seis categorias de causas evolutivas de doenças. Semelhante aos critérios de Hill, estes também podem ser úteis na busca das causas fisiológicas de uma doença, tornando-os mais passíveis de pesquisa e tratamento biomédico. Médicos e filósofos mais orientados para uma perspectiva científica huamnista, como Eric Cassell e Stephen Toulmin, consideram as razões psicológicas e sociais igualmente importantes para explicar as causas das doenças. 

### Aspectos sensível e perceptível do corpo
Antropólogos, fenomenólogos e representantes do pragmatismo costumam colocar o corpo no centro de uma discussão teórica médica. Para Max Scheler, o corpo não seria uma atribuição do exterior, mas “um fato fenomenal psicofisicamente indiferente, sem o qual o conceito de sensação seria absurdo”. Friedrich Nietzsche interpreta a história mundial da "descoberta do espírito" como uma "cobertura do corpo" - uma descoberta aparentemente empírica torna-se assim um fenômeno de uma aparência. 
Em contraste, a existência corporal é de importância fundamental. Para Herman Schmitz o corpo sensível significa o que pode ser sentido e, ao contrário, o corpo perceptivel significa o que pode ser percebido (e a ideia do corpo derivada dele).  Em sua opinião, a cultura ocidental se concentrava no corpo e descrevia o físico como sensação de órgão ou zoenestesia - uma distinção entre o físico e o sensível (espiritual ou mental). Para Schmitz, no entanto, o tangível é o (principalmente) real. Por exemplo, a chamada dor fantasma é uma sensação corporal como qualquer outra, a dor fantasma só surge na reflexão. Dor, ansiedade e desconforto físico podem ser influenciados por sensações e movimentos. A filosofia corporal de Hermann Schmitz evita qualquer separação em corpo, alma e espírito, considerando as sensações e movimentos do corpo. Em um conceito médico cientificamente orientado, no entanto, o aspecto corporal não desempenha mais um papel. Em muitos dicionário médicos, nenhuma distinção é feita entre corpo sensível e corpo perceptível.  

### Ontologia da medicina
Existe um grande corpo de trabalho sobre a ontologia da biomedicina, incluindo estudos ontológicos de todos os aspectos da medicina. Ontologias de interesse específico para a filosofia da medicina incluem, por exemplo: (1) a revolução ontológica que tornou a ciência moderna, em geral, possível, (2) o dualismo cartesiano que torna a medicina moderna, em particular, possível, (3) o concepção de doença que tem informado a medicina clínica por mais ou menos um século e também as vias químicas e biológicas que fundamentam os fenômenos de saúde e doença em todos os organismos, (4) a conceituação de entidades como "placebos" e "efeitos placebo".

#### A Ontologia da Ciência Médica Geral
A Ontologia da Ciência Médica Geral ("Ontology of General Medical Science" ou OGMS) é uma ontologia de entidades envolvidas num encontro clínico entre paciente e médico. Inclui um conjunto de definições lógicas de termos muito gerais que são usados em todas as disciplinas médicas, incluindo: "doença", "distúrbio", "curso da doença", "diagnóstico" e "paciente". O escopo da ontologia da ciência médica geral (OGMS) é restrito a humanos, mas muitos termos podem ser aplicados também a outros organismos. Essa classificação fornece uma teoria formal da doença que é elaborada por ontologias de doenças específicas que a estendem, incluindo a Ontologia de Doenças Infecciosas (IDO, ou "Infectious Disease Ontology") e a Ontologia de Doenças Mentais.

#### Dualismo cartesiano
René Descartes abriu espaço ontológico para a medicina moderna ao separar o corpo da mente – enquanto a mente é superior ao corpo por constituir a singularidade da alma humana (o território da teologia), o corpo é inferior à mente por ser mera matéria. A medicina simplesmente investigou o corpo como máquina. Embora o dualismo cartesiano domine as abordagens clínicas de pesquisa e tratamento médico, a legitimidade da divisão entre mente e corpo tem sido constantemente desafiada a partir de uma variedade de perspectivas.

### Nosologia e a concepção monogênica da doença
A medicina moderna, ao contrário da medicina galênica (que tratava dos "humores"), é mecanicista. Por exemplo, quando um pedaço de matéria sólida, como um veneno ou um verme, atinge outro pedaço de matéria (quando entra no corpo humano), isso desencadeia uma cadeia de movimentos, dando origem a doenças, assim como quando uma bola de bilhar bate em outro bilhar, este é posto em movimento.
Quando o corpo humano é exposto ao patógeno sólido, ele adoece, dando origem à noção de uma entidade de doença. Mais tarde na história da medicina moderna, particularmente no final do século XIX e XX, na nosologia (que é a classificação da doença), a mais poderosa é a abordagem etiogicamente definida como pode ser encontrada na concepção monogênica de doença que abrange não apenas agentes infecciosos (bactérias, vírus, fungos, parasitas, priões), mas também genética, venenos, etc.
A medicina clínica, como apresentada acima, faz parte de uma abordagem reducionista da doença, baseada em última instância no dualismo cartesiano que diz que o estudo adequado da medicina é uma investigação do corpo quando este é visto como máquina. Uma máquina pode ser exaustivamente decomposta em seus componentes e suas respectivas funções; da mesma forma, a abordagem dominante da pesquisa clínica e do tratamento pressupõe que o corpo humano pode ser decomposto/analisado em termos de suas partes componentes e suas respectivas funções, como seus órgãos internos e externos, os tecidos e ossos dos quais são composto, as células que compõem os tecidos, as moléculas que constituem a célula, até os átomos (as sequências de DNA) que compõem a célula no corpo.

#### Placebo
Placebos e o efeito placebo geraram anos de confusão conceitual sobre que tipo de coisa eles são. Exemplos de definições de placebo podem se referir à sua inércia ou inatividade farmacológica em relação à condição para a qual foram administrados. Da mesma forma, definições de exemplo de efeitos placebo podem se referir à subjetividade ou à não especificidade desses efeitos. Esse tipo de definição sugere a visão de que, quando recebe um tratamento com placebo, a pessoa pode simplesmente se sentir melhor sem estar "realmente" melhor.
As distinções em jogo nestes tipos de definição: entre ativo e inativo/inerte, específico e não específico, e subjetivo e objetivo, têm sido problematizadas. Por exemplo, se os placebos são inativos ou inertes, como eles causam efeitos placebo? De maneira mais geral, há evidências científicas de pesquisas que investigam fenômenos placebo que demonstram que, para certas condições (como a dor), os efeitos do placebo podem ser específicos e objetivos no sentido convencional.
Outras tentativas de definir placebos e efeitos placebo, portanto, desviam o foco dessas distinções para efeitos terapêuticos que são causados ou modulados pelo contexto em que um tratamento é administrado e o significado que diferentes aspectos dos tratamentos têm para os pacientes.
Os problemas decorrentes da definição de placebos e seus efeitos podem ser considerados herança do dualismo cartesiano, sob o qual mente e matéria são entendidas como duas substâncias diferentes. Além disso, o dualismo cartesiano endossa uma forma de materialismo que permite que a matéria tenha um efeito sobre a matéria, ou mesmo que a matéria funcione na mente (epifenomenalismo, que é a razão de ser da psicofarmacologia), mas não permite que a mente tenha qualquer efeito sobre a matéria. Isso significa, então, que a ciência médica tem dificuldade em considerar até mesmo a possibilidade de que os efeitos placebo sejam reais, existam e possam ser objetivamente determináveis e achar tais relatos difíceis, senão impossíveis de compreender e/ou aceitar.

## Como os médicos praticam a medicina

### Medicina baseada em evidências
A medicina baseada em evidências ("Evidence-based medicine" ou MBE) é sustentada pelo estudo das maneiras pelas quais podemos obter conhecimento sobre as principais questões clínicas, como os efeitos das intervenções médicas, a precisão dos testes diagnósticos e o valor preditivo dos marcadores de prognósticos. A MBE fornece um relato de como o conhecimento médico pode ser aplicado ao atendimento clínico. A MBE não apenas fornece aos médicos uma estratégia para as melhores práticas, mas também, subjacente a isso, uma filosofia de evidência.
O interesse na filosofia da evidência da MBE levou os filósofos a considerar a natureza da hierarquia da evidência da MBE, que classifica diferentes tipos de metodologia de pesquisa, ostensivamente, pelo peso probatório relativo que fornecem. Enquanto Jeremy Howick fornece uma defesa crítica da MBE, a maioria dos filósofos levantou questões sobre sua legitimidade. As principais perguntas feitas sobre hierarquias de evidências dizem respeito à legitimidade das metodologias de classificação em termos da força do suporte que elas fornecem; como instâncias de métodos particulares podem se mover para cima e para baixo em uma hierarquia; bem como como os diferentes tipos de evidências, de diferentes níveis nas hierarquias, devem ser combinados. Os críticos da pesquisa médica levantaram inúmeras questões sobre a falta de confiabilidade da pesquisa médica.
Além disso, as virtudes epistemológicas de aspectos particulares da metodologia de ensaio clínico foram examinadas, principalmente o lugar especial que é dado à randomização (padronização), a noção de um experimento cego e o uso de um controle placebo.

## História
Até meados do século XX, a história da medicina era entendida na historiografia positivista como progresso científico imperativo. Eventos, processos e pessoas que não se encaixavam nesse quadro foram rotulados como caminho errado. Nas últimas décadas, por outro lado, as interpretações socioconstrutivistas e antirrealistas têm sido discutidas mais amplamente. 

### Primeiros tempos
Nos primórdios da história humana, forças mágicas e místicas, bem como espíritos, deuses e demônios foram responsabilizados por distúrbios de saúde. As doenças tinham uma dimensão social e sempre afetavam a comunidade. A cura só poderia ser bem sucedida contatando o sobrenatural. Métodos como alterar a consciência do curador ou astrologia foram usados para este propósito. No entanto, a terapia real pode incluir muitos elementos diferentes, como encantamentos, penitência e trepanação.  O culto de cura Asklepios (Esculápio) , que existe desde o final do século 6 a.C. na Grécia ocorre, por outro lado, pode ser considerado como um  conceito de medicina teúrgica. Em algumas culturas elevadas, como Egito, Índia, China e Tibete, uma profissão médica especializada também se desenvolveu durante esse período. A união e práticas de cura empírico-racionais e mágico-religiosas é algo comum, nesses contextos. 

### Antiguidade grega
A antiguidade grega pré -socrática desenvolveu uma compreensão holística, cosmológica - antropológica da doença e da saúde. Todo o modo de vida do ser humano está relacionado à doença e à saúde, mas também à natureza como um todo. Na escola dos pitagóricos, a teoria da harmonia é central; A saúde foi entendida como o restabelecimento do equilíbrio entre as pessoas, a sociedade e o mundo. Ao mesmo tempo, surgiram as patologias de primeira qualidade, como a patologia humoral (teoria dos quatro humores). 
Através de Hipócrates de Kos, a arte médica de curar recebe pela primeira vez um sistema de explicação fechado, abrangente e escrito. Um terceiro estado (“neutralitas”) ao lado dos dois extremos da doença e da saúde é característico desse conceito de medicina. Um estilo de vida natural (“dietética”) é considerada a chave para qualquer terapia. As causas das doenças estão sendo cada vez mais explicadas de forma naturalista. Com a equação da perfeição moral e da beleza física, assim como o individualmente natural e o estado útil em Platão, a eutanásia, o suicídio e o suicídio assistido podem ser justificados. Por outro lado, o juramento de Hipócrates é  significativamente diverso, pois, proíbe expressamente o suicídio e a eutanásia. No Corpus Hippocraticum, a patologia humoral foi desenvolvida como uma doença básica e teoria da saúde. Elementos importantes do tratamento médico foram a inclusão de relatórios médicos tradicionais e a observação atenta do doente. "Semeia" eram sinais (sintomas) que eram interpretados para o prognóstico, que tinha uma importância maior do que a terapia. 
Do ponto de vista de hoje, no entanto, faltava à medicina hipocrática uma base teórica bem fundamentada e, em particular, uma classificação sistemática de doenças e causas de doenças (nosologia). O médico romano Galeno de Pérgamo pouco acrescentou de novo à compreensão hipocrática da doença. Sua importância está na esquematização do tratamento e na tentativa de criar uma base sistemática e científica para seu ensino. 

### A Medicina da Idade Média Islâmica
A medicina no mundo islâmico medieval adotou conceitos greco-romanos de medicina através do Império Bizantino . Com a obra "Canon medicinae" do médico persa Avicena e do médico e filósofo isralense Isaak ben Salomon, foram criados trabalhos pioneiros sobre a teoria da medicina. A medicina persa-árabe fez avanços significativos, especialmente em farmacologia e cirurgia. 

### Idade Média Cristã
A Idade Média cristã experimentou um renovado aumento na importância dos motivos religiosos na arte de curar. Elementos antropológicos e cosmológicos estavam relacionados à transcendência. A iatroteologia tornou-se predominante como um conceito de medicina, em que todos os elementos da medicina, como a doença e a terapia, eram entendidos como parte de um plano divino de salvação. Uma ontologia teísta levou a uma reorientação para todos os conceitos de significado e valores na medicina. A terapia tornou-se um acompanhamento na relação médico-paciente. A doença encarnava o sofrimento cristão. É uma estação necessária no processo de cura, e a salvação transcendente é superior à doença, mas também à saúde individual. Dietrich von Engelhardt : "A qualidade de vida é medida pela relação entre o homem e a criação e seu criador, com a natureza e a cultura e seu relacionamento feliz e não pela duração da vida ou pela capacidade de desfrutar, amar e trabalhar". Por conseguinte, os hospitais não se limitam a curar os doentes, mas oferecem ajuda a pessoas necessitadas de todas as classes sociais e motivos individuais. Suicídio, eutanásia e aborto são tabus para a prática médica. 
Na chamada medicina monástica medieval , os mosteiros cristãos com seus hospitais assumiram o papel de curandeiros. A terapia com a ajuda de ervas medicinais ganhou particular importância. Além dos cuidados médicos, os mosteiros também asseguravam a recolha, tradução e transmissão de escritos médicos antigos.  A partir do século XII, vários conselhos decidiram separar os mosteiros das funções médicas. Como resultado, o estabelecimento de escolas médicas e universidades em toda a Europa foi promovido. 

### Tempos modernos seculares
Do século XVI ao XVIII houve uma seleção considerável de conceitos médicos, opções terapêuticas e curandeiros para a população. Conceitos médicos dominantes muitas vezes se substituíram dentro de algumas décadas. 
Renascimento
Para a medicina, o Renascimento significou uma virada para os clássicos romanos e gregos, como Galeno, Hipócrates e Aulo Cornélio Celso . Com a anatomia, no entanto, também surgiu uma prática de pesquisa separada. As pessoas não confiavam mais nos antigos escritos sem reservas, mas usavam autópsias para testar e expandir o conhecimento. Novas doenças, como o suor inglês ("sudor anglicus") e a sífilis , intensificaram a busca por causas de doenças e novos modelos de doenças. As primeiras regulamentações médicas foram a reação a um sistema de saúde cada vez mais diferenciado. 
Paracelso
Nessa transição de estilos de pensamento, Paracelso criou um sistema médico notavelmente holístico , combinando elementos cosmológicos, antropológicos e transcendentes. As causas da doença podem, portanto, ser muito diversas e provir de todos os cinco “planos do ser”; elas se expressam em um desequilíbrio nos princípios alquímicos de enxofre, mercúrio e sal.  Paracelso substituiu a ideia humoral-patológica da medicina por uma iatroquímica. A importância médico-histórica de Paracelso é contestada; ele não fundou nenhuma escola ou disciplina influente. Sua importância é indiscutível devido ao afastamento da medicina de forma escolástica e crente na autoridade. Como muitos outros médicos de seu tempo, ele rejeitou isso e pediu um medicamento que conduza pesquisas naturais. 
Século XVII e Idade do Iluminismo
No século XVII, vários conceitos médicos foram formulados na Europa. Além da iatroquímica (a abordagem empírico-iatroquímica do século XVII já não tinha muito a ver com a iatroquímica de Paracelso), a iatrofísica desenvolveu-se com base nas primeiras teorias científicas estabelecidas. A renúncia às ideias sobre a vida após a morte também direcionou o objetivo da medicina para o aumento das habilidades individuais. As doenças tornam-se desordens do organismo. A "dimensão salutar" da doença como oportunidade e teste ainda é preservada na arte e na teologia nos séculos seguintes. 
A separação entre mente (res cogitans) e corpo (res extensa) em Descartes proporcionou a oportunidade de ver a doença e a saúde como mecanismos técnicos livres da tradição teológica. O modelo técnico-mecânico da medicina, posteriormente, possibilitou a aplicação de descobertas físico-químicas para controlar o corpo humano e suas funções. Desde então, conceitos e controvérsias na teoria médica têm sido caracterizados principalmente por essa visão. No Iluminismo , o componente social das doenças tornou-se novamente mais importante. Foi reconhecida a importância de uma política de saúde pública; os primeiros hospitais e asilos foram construídos. O desejo de dominar a natureza, que aumenta com as possibilidades, também se reflete em uma política geral de saúde. Mas também com o surgimento de conceitos médicos vitais, como a psicodinâmica de Georg Ernst Stahl, têm seu ponto de partida no Iluminismo. 
Filosofia romântica da natureza
A virada radical para uma concepção mecanicista da doença levou a um violento contra-movimento por volta do ano de 1800, que durou apenas algumas décadas. Sob a influência da literatura e da filosofia, o mecanicismo se opõe ao vitalismo e a causalidade à teleologia. A unidade do corpo e do espírito, assim como do homem e da natureza, da física e da metafísica, da individualidade e da comunidade, tornou-se o motivo comum para amplas classes sociais na Europa Central - também para a medicina. Com sua teoria dos estímulos internos e externos, o brownianismo conheceu a atitude em relação à vida do romantismo (alemão). 
Séculos 19 e 20
No decorrer do século 19, o paradigma empírico-analítico da medicina ganhou importância na Europa e na América do Norte com o desenvolvimento da física e da química. O desempenho individual torna-se a referência de saúde e qualidade de vida. A medicina pode alcançar muitos sucessos impressionantes nisso e no prolongamento da vida. 
Para Rudolf Virchow, a causa da doença não é mais uma perturbação externa, mas a incapacidade de reagir a uma perturbação. O paciente está se tornando cada vez mais o objeto passivo do tratamento. O aspecto subjetivo, como a responsabilidade do paciente ou a relação médico-paciente, estão se tornando menos importantes. Nela, as ideias médico-teóricas seguem princípios científicos e a concentração em interpretações materiais, reducionistas e mecanicistas. Modelos cosmológicos, antropológicos e sociais de interpretação da doença e da saúde estão sendo expulsos da medicina. No entanto, contra-movimentos permanecem presentes na literatura, teologia e filosofia. Essas controvérsias duradouras levaram, entre outras coisas, ao desenvolvimento da psicanálise e ao surgimento do neovitalismo na virada do século . A psicossomática , a psicologia médica e a sociologia médica que começaram como “medicina alternativa”, também têm aqui seu ponto de partida. 
Depois que os primeiros hospitais com o desenho atual já haviam sido construídos no final do século XVIII, o sistema de saúde passou a ser cada vez mais influenciado pelo Estado nas décadas seguintes. Tarefas como controle de doenças e vacinação passaram dos governos regionais e locais para o estado. A separação de médicos e cirurgiões foi abolida e os cargos permanentes nos hospitais tornaram-se a norma. 

## Filósofos da medicina
- Georges Canguilhem
- Nancy Cartwright
- Hugo Tristram Engelhardt Jr.
- Fred Gifford
- Havi Carel
- Donald A. Gillies
- Jeremy Howick
- Hilde Lindemann
- David Magnus
- Randolph M. Nesse
- Kazem Sadegh-Zadeh
- Kenneth F. Schaffner
- Miriam Solomon
- David Papineau
- Edmundo Pellegrino
- John Worrall

## Literatura Referencial (línguas estrangeiras)
- Richard Koch: Die ärztliche Diagnose. Beitrag zur Kenntnis des ärztlichen Denkens. J.F. Bergmann, Wiesbaden 1920.
- Karl Eduard Rothschuh: Konzepte der Medizin in Vergangenheit und Gegenwart. Stuttgart 1978, ISBN 3-7773-0442-5.
- Alexei D. Speransky: Grundlagen einer Theorie der Medizin. Berechtigte Übersetzung ins Deutsche von K. R. von Roques. Saenger, Berlin 1950.
- Thure von Uexküll, Wolfgang Wesiack: Theorie der Humanmedizin: Grundlagen ärztlichen Denkens und Handelns. Urban & Fischer Verlag, 1998, ISBN 3-541-13503-4.
- Edmund D. Pellegrino, David Thomasma: A Philosophical Basis of Medical Practice. Oxford University Press, Oxford 1981, ISBN 0-19-502789-2.

- James A. Marcum: An Introductory Philosophy of Medicine. Springer, London 2008, ISBN 978-1-4020-6796-9.
- Walter Pieringer; Franz Ebner: Zur Philosophie der Medizin. 2000, ISBN 3-211-83446-X.
- Dietrich von Engelhardt: Philosophie und Medizin. In: Werner E. Gerabek, Bernhard D. Haage, Gundolf Keil, Wolfgang Wegner (Hrsg.): Enzyklopädie Medizingeschichte. Walter de Gruyter, Berlin und New York 2005, ISBN 3-11-015714-4, S. 1150–1152.
- Dietrich von Engelhardt: Krankheit, Schmerz und Lebenskunst. Eine Kulturgeschichte der Körpererfahrung. C.H. Beck Verlag, München 1999, ISBN 3-406-42098-2.
- Wolfgang Wieland: Diagnose: Überlegungen zur Medizintheorie. 2. Auflage. Verlag Hoof, Winterberg 2004, ISBN 3-936345-48-1.
- Urban Wiesing: Wer heilt, hat Recht? Über Pragmatik und Pluralität in der Medizin. Schattauer-Verlag, Stuttgart 2004, ISBN 3-7945-2304-0.
- Urban Wiesing: Indikation. Theoretische Grundlagen und Konsequenzen für die ärztliche Praxis. Kohlhammer Verlag, Stuttgart 2017, ISBN 978-3-17-033010-8
- Axel Bauer (Hrsg.) Theorie der Medizin. Dialog zwischen Grundlagenfächern und Klinik. Johann Ambrosius Barth Verlag, Heidelberg/ Leipzig 1995.
- Kazem Sadegh-Zadeh: Handbook of Analytic Philosophy of Medicine. Springer, 2011, ISBN 978-94-007-2259-0.
- Dov M. Gabbay, Paul Thagard, John Woods: Philosophy of Medicine – Handbook of Philosophy of Science. Volume 16, Elsevier, 2011, ISBN 978-0-444-51787-6.
- Alvan Feinstein: Clinical Judgement. Williams & Wilkins, 1967.
- Josef N. Neumann: Medizintheorie. In: Werner E. Gerabek, Bernhard D. Haage, Gundolf Keil, Wolfgang Wegner (Hrsg.): Enzyklopädie Medizingeschichte. De Gruyter, Berlin/New York 2005, ISBN 3-11-015714-4, S. 957–962.

- Wolfgang U. Eckart: Geschichte, Theorie und Ethik der Medizin. Springer, Berlin 2013, ISBN 978-3-642-34971-3.
- Stefan Schulz, Klaus Steigleder, Heiner Fangerau: Geschichte, Theorie und Ethik der Medizin. Suhrkamp, 2013, ISBN 978-3-518-29391-1.
- Ortrun Riha: Grundwissen Geschichte, Theorie, Ethik der Medizin. Huber Verlag, Bern 2013, ISBN 978-3-456-85267-6.
- Thorsten Noack, Heiner Fangerau, Jörg Vögele (Hrsg.): Im Querschnitt: Geschichte, Theorie und Ethik in der Medizin. Urban & Fischer, München 2007, ISBN 978-3-437-41392-6.

- Jeremy Howick: The Philosophy of Evidence-Based Medicine. Wiley-Blackwell, Oxford, UK 2011, ISBN 978-1-4051-9667-3.
- Hermann Schmitz: Der Leib (Grundthemen der Philosophie). de Gruyter, Berlin/ Boston 2011, ISBN 978-3-11-025098-5.
- Edmund Murphy: The Logic of Medicine. Johns Hopkins University Press, Baltimore 1997, ISBN 0-8018-5538-1.
- Laurence Foss: The End of Modern Medicine: Biomedical Science Under a Microscope. NY, SUNY Press, Albany 2002, ISBN 0-7914-5129-1.
- Wolfram Schmitt: Theorie der Gesundheit und „Regimen sanitatis“ im Mittelalter. Medizinische Habilitationsschrift Heidelberg 1973.

## Páginas na internet (línguas estrangeiras)
- Filosofia da Medicina em Internet Encyclopedia of Philosophy.
- Julian Reiss, Rachel A. Ankeny: Filosofia da Medicina. In: Edward N. Zalta (Hrsg.): Stanford Encyclopedia of Philosophy .
- Medical Theory, History, Ethics & Theory of Medicine.. Medical Ethics and Metaethics ( Memento de 29 de janeiro de 2005 no Internet Archive ) (Sites administrados por Kazem Sadegh-Zadeh).
- Cátedra de teoria médica na Universidade de Witten/Herdecke.
- Elisha Bertlett Um ensaio sobre a filosofia da ciência médica.